# المنصور بن الناصر
الْمَنْصُورْ بنُ الْنَاصِرْ بنُ عِلْنَاسْ، سادس سلاطين الدولة الحمَّاديَّة ، تولى بعد وفاة أبيه الناصر بن علناس، حققت الدولة في عهده نقلة نوعية في النهضة المعمارية، امتاز عهده بثورة بعض أقربائه الذين كانوا ولاته على بعض الأقاليم، حارب المرابطين وصد توسعهم وقمع تمرد زناتة، توفي سنة (498هـ - 1104م) وخلفه ابنه باديس.

## وصفه
كان المنصور ملكاً مقداماً، حكم البلاد بحماس، وكان كاتباً وشاعراً، قنوعاً يرتدي الملابس المرقعة، يتشبه بالخليفة العباسي أبو جعفر المنصور في لباسه وعاداته، وكانت سياسته مشابهة لسياسة أبيه.

## حياته قبل توليه
وُلد المنصور بين سنتي 1077 و1088 (أي سنة زواج والديه وسنة توليه)، والأرجح أنه ولد سنة 470هـ /1077، والده هو الناصر بن علناس بن حماد أمير الدولة الحمادية ووالدته هي بلارة بنت تميم بن المعز ابنة أمير الدولة الباديسية.
بدأ والده يرسله لعمليات عسكرية ضد قبيلة زناتة، فقاد حملة على بني غمرت ومغراوة وزناتة وهاجم مدينة وُرغلّان وخربها ثم هاجم ورقلة وعيّن عليها والياً وعاد بالغنائم، ثم قاد حملة على بني توجين وبني عدي واعتقل قادتهم.

## توليه
تسلم الناصر الحكم يوم  7 جمادى الأولى أو الثانية 481هـ / 29 جويلية أو 28 أوت 1088 بعد وفاة أبيه، وعمره 11 سنة، وجائته كتب التهاني والتعازي من يوسف بن تاشفين وجده تميم بن المعز وغيرهما، واقتفى المنصور طريق أبيه في الحزم والعزم والرياسة. وأقام في القلعة سنتين رغم وجود الأعراب حولها ثم انتقل إلى بجاية سنة 483هـ / 1090، وجعل المنصور عائلته سلالة متحضرة بعد أن كانت شبه بدوية، وضرب السكة، وشيّد المباني.

## عهده

### تمرد بلبار بن علناس وأبو يكنى بن محسن
كان والي قسنطينة هو عم المنصور بلبار، وكان حاكمها منذ عهد الناصر، فثار على المنصور إثر توليه، فأرسل له المنصور أبو يكنى بن محسن بن القائد وولاه على قسنطينة وعنابة، فنجح في احتجاز بلبار وأرسله للقلعة، وعين أخاه ويغلان على عنابة. وفي سنة 487هـ / 1094، ثار أبو يكنى على المنصور طمعا في السلطان، وقرر أن يجمع كل خصوم الحماديين في صف واحد، فأرسل أخاه ويغلان للمهدية فسلم هذا عنابة لتميم بن المعز الذي ولى ابنه أبو الفتوح عليها، واستمال أبو يكنى عدد كبير من الأعراب وبدأ بمراسلة المرابطين، لكن ردة فعل المنصور كانت سريعة، فحاصر عنابة لسبعة أشهر وسجن أبو الفتوح بن تميم في القلعة، ثم حاصر قسنطينة التي غادرها أبو يكنى وتحصن بقلعة في الأوراس، وتولى زعيم الأثبج سُلَيْسِل بن الأحيمر سيادة قسنطينة ثم سلمها للمنصور مقابل مبلغ مالي، واستمر ابو يكنى في الاغارة على قسنطينة حتى حاصره الحماديون واعتقلوه وقتلوه.

### الحرب مع المرابطين
قاد المرابطون حملة قوية على الغرب، انتهت بسقوط تلمسان بيد يوسف بن تاشفين وتولية محمد بن تينعمر عليها، وتحالف هذا مع بني ومانو وأغاروا على أراضي المنصور، فهزمهم وصالحه يوسف بن تاشفين، رغم ذلك استمر الملثمون في الاغارة وبدأت سلسلة من الحملات استهدفت بني ومانو والمرابطين انتهت بهزيمة. أعاد المنصور الكرة وهزم تاشفين بن تينعمر والي تلمسان ورغم ذلك ترك المدينة بسبب توسلات حواء زوجة تاشفين.

#### معز الدولة بن صمادح
بعد سقوط طائفة المرية، راسل أميرها معز الدولة بن صمادح الحماديين في بجاية سنة 484هـ / 1091، والتمس منهم أن يلجئ لديهم، فقبل المنصور بذلك ورحب به وولاه على مدينة دلس حتى مات.

#### الصلح مع المرابطين
في عام 497هـ / 1104، تم الصلح بين يوسف بن تاشفين والمنصور بن الناصر وتم عزل تاشفين بن تينعمر عن تلمسان لإرضاء المنصور، وتم وضع مزدلي والي بلنسية بدله.

### الحملة على زناتة
في آخر سنواته، هاجم المنصور زناتة وقام بتشتيتهم في الزاب والمغرب الأوسط، ثم عاد إلى بجاية وأخضع القبائل في ضواحيها، وأُجبرت قبائل بجاية أن تلجئ لجبال وعرة هي: بني عمران، بني تازوت، المنصورية، الصهريج، الناظور، حجر المعز.

### المعمار والبناء
شيّد المنصور المباني ودور الصناعة والقصور، وأجرى الماء في الحدائق والبساتين، وقام في القلعة بترميم وتوسعة وتجميل قصر الملك وقصر الكوكب وقصر السلام، وكذلك في بجاية قصر اللؤلؤ وقصر أميمون، ويقال أنه هو من بناها، بل ذهب صاحب الاستبصار أن المنصور هو من بنا بجاية وسماها المنصورية، وقد كان المنصور أول من سك العملة من بني حماد.

## الوفاة
توفي المنصور سنة 498هـ / جانفي 1105 وعمره 28 سنة، بعد 7 أشهر من الحملة ضد تلمسان، وخلفه ابنه باديس.